# Francisco Murteira Nabo
Francisco Luís Murteira Nabo GOC • GCIH (Évora, 22 de julho de 1939) é um economista e político português. Actualmente é presidente não-executivo do Conselho de Administração da Galp Energia.

## Biografia
Licenciou-se em Economia pelo Instituto Superior de Ciências Económicas e Financeiras da Universidade Técnica de Lisboa em 1969. Em 2010 recebeu o grau de Doutor honoris causa pela Universidade de Ciência e Tecnologia de Macau.
Findo o curso, começou a trabalhar na Companhia Portuguesa Rádio Marconi, onde chegou a presidente do Conselho de Administração, funções que exerceu de 1978 a 1982. Foi ainda vice-presidente da Sorefame (1982-1983) e presidente da Portugal Telecom (1996-2003). Foi vogal do Conselho de Administração do Banco Espírito Santo, administrador não executivo da Holdomnis – Gestão e Investimentos e do Seng Heng Bank de Macau, presidente da Cotec Portugal – Associação Empresarial para a Inovação, membro do Conselho Superior de Ciência, Tecnologia e Inovação, presidente da Câmara do Comércio e Indústria Luso-Chinesa, membro da Associação Comercial de Lisboa, membro do Conselho de Curadores da Fundação Oriente, membro do Conselho Consultivo do INSEAD e presidente da Direcção da Proforum – Associação para o Desenvolvimento da Engenharia.
Militante do Partido Socialista, Murteira Nabo, foi ainda Vereador da Câmara Municipal de Lisboa (1976-1981) e Secretário de Estado dos Transportes IX Governo Constitucional (1983-1985). No final da década de 1980 partiu para Macau, em cuja Administração foi Secretário-Adjunto para a Educação, Saúde e Assuntos Sociais (1987) e Secretário-Adjunto para os Assuntos Económicos (1989), além de ter sido Encarregado do Governo do Território de Macau (1990-1991).
Novamente em Portugal, foi Ministro do Equipamento Social (Obras Públicas) no XIII Governo Constitucional (1995-1996). O mandato de Murteira Nabo como Ministro do Equipamento Social no primeiro Governo de António Guterres (o XIII Governo Constitucional) durou 19 dias, entre 27 de dezembro de 1995 e 15 de janeiro de 1996, tendo apresentado a demissão após o jornal O Independente revelar que o ministro não havia declarado o valor real de duas frações adquiridas no edifício Via Veneto, em Lisboa, ficando assim sujeito ao pagamento de um menor valor do imposto de sisa, antecessor do IMT. Francisco Murteira Nabo alegou não ter conhecimento da situação, pois a aquisição teria sido tratada pelo seu advogado, e anunciou para breve a regularização da sua situação fiscal.
Em Dezembro de 2007 foi eleito Bastonário da Ordem dos Economistas.
A 10 de Junho de 1991 foi feito Grande-Oficial da Ordem Militar de Cristo e a 5 de Janeiro de 2006 foi agraciado com a Grã-Cruz da Ordem do Infante D. Henrique.